# Сеслер, Селим
Селим Сеслер (1957 — 9 мая 2014) — турецкий кларнетист цыганского происхождения.

## Биография
Селим Сеслер родился в городе Кешан ила Эдирне в 1957 году. Его родители родились в греческом городе Драма, но переехали в Турцию во время обмена населением между Грецией и Турцией в 1923 году.
Сначала Селим обучался игре на зурне, но в 1960-х годах он вслед за своими друзьями перешёл на кларнет. С 14 лет Селим Сеслер играл на свадьбах и ярмарках .
В 1980-х годах Селим переехал в Стамбул, там он являлся участником целого ряда цыганских музыкальных групп. Сеслер играл в ресторанах, ночных клубах и на свадьбах. Также он принимал участие в деятельности музыкального театра, организованного Ферханом Шенсоем.
В 1998 году Селим Сеслер совершил тур по Канаде, где он играл музыку турецких цыган. Затем Селим совершил тур по городам Запада. Его концерты прошли в Барбикан-центре (Лондон), Бостоне, Нью-Йорке и Чикаго. Альбомы Сеслера продавались в США, Европе, Канаде и Японии.
С 2005 года Сеслер страдал от Коронарной недостаточности. В 2009 году ему было сделано стентирование, позднее Сеслеру был установлен искусственный желудочек сердца.
Вечером 9 мая 2014 года Селим Сеслер умер в стамбульском госпитале. Похоронен в Кешане. У Сеслера осталась жена и трое детей.